# 由布院站
由布院站（日语：／ Yufuin eki */?）是位于大分縣由布市湯布院町川北，屬於九州旅客鐵道（JR九州）的鐵路車站。本站因著名觀光地由布院溫泉以及其周邊的旅遊觀光地區而成為由布市的中心車站，也是未合併前的湯布院町中心車站。大量的觀光客使其成為了久大本線內最多人使用的中途站。所有特急列車皆在本站停車。除了有固定特急列車由布、由布院之森外，一系列觀光形特急列車，包括「九州七星號」、「觀八·一六號」、以及「Aru列車」都會駛經或停靠本站。大部份的普通列車也以本站作為區間車終點站。

## 車站結構

### 站房
本站的站房為單層鋼架及木材所建成的站房。中央部份為車站入口、候車大廳及驗票口，並有一個接近三層高度的天井，頂部周圍配上玻璃窗，營造出十分開揚的格調。左側為附設綠窗口的票務處、站務室及設有發售指定席的售票機，右側為由布市觀光辦事處及候車室，候車室採用「畫廊」風格，牆壁上掛滿了畫作，候車座位及長枱位於候車室中央部份。左側為洗手間，站房左側則有另一座兩層高的觀光諮詢問處，以全玻璃窗及金屬架所搭成，主要是提供由布院站附近的旅館的資訊服務，亦提供公共空間讓旅客在此休息，當中二樓採用了半開放式的設計，玻璃幕牆只有半分高度，可讓使用者感戶外的氣氛。
為配合車站附近的整體色調，站房都採用了相同的深啡色調，就連大堂內的指示牌、發車時間表及車站資訊也特定地重新設計，而非完全採用了JR九州統一的格式。

### 月台
設有側式月台及島式月台各一個，共提供2面3線的配置，其中1號月台為主發月台。

## 歷史
- 1925年7月29日：大湯線大分～本站開通，命名为北由布站[4]。
- 1926年11月26日：大湯線本站～野矢間開業[5][6]。
- 1949年12月15日：改名為由布院站[7][8]。
- 1987年4月1日：國鐵分割民營化後由JR九州繼承[9][10]。
- 1990年：现有站房竣工。
- 2015年7月：开始使用发车音乐。
- 2016年4月29日：受2016年熊本地震的5级余震影響，候车大堂的天井天花板砸下损坏[11]。
- 2020年：

- 7月6日：受令和2年7月豪雨的影響，本站～久留米站間暫停。
- 7月7日：本站～庄内站間暫停服務。
- 7月8日：暫停區間縮短至本站～日田站間。
- 8月8日：暫停區間進一步縮短至本駅～豐後森站間。

- 2021年：

- 2月13日：本站～庄内站間重開。
- 3月1日：本站～豐後森站重開。
- 8月12日：受令和3年8月大雨影響，本站～日田站間暫停。
- 8月18日：本站～豐後森站間重開。

- 2025年7月29日，由布院站迎來開業的100周年紀念[15][16][17]。

## 使用情況
本站是久大本線中最多人使用的分站，2023年度的每天平均使用人數為1,341人，比第二位的久留米大學前多12.5%。但在2020年度，因着2019冠状病毒病疫情，其日均乘客只有301人，近乎位處JR九州首300位的末端。
以下是日均乘客人數：
| 年度 | 1日平均 乘車人員 | 出典                 |
| ---- | ---------------- | -------------------- |
| 2000 | 932              | [ 統計 2 ]           |
| 2001 | 921              | [ 統計 3 ]           |
| 2002 | 951              | [ 統計 4 ]           |
| 2003 | 975              | [ 統計 5 ]           |
| 2004 | 880              | [ 統計 6 ]           |
| 2005 | 881              | [ 統計 7 ]           |
| 2006 | 914              | [ 統計 8 ]           |
| 2007 | 922              | [ 統計 9 ]           |
| 2008 | 909              | [ 統計 10 ]          |
| 2009 | 846              | [ 統計 11 ] [ 註 1 ] |
| 2010 | 810              | [ 統計 12 ] [ 註 1 ] |
| 2011 | 844              | [ 統計 13 ] [ 註 1 ] |
| 2012 | 807              | [ 統計 14 ] [ 註 1 ] |
| 2013 | 850              | [ 統計 15 ] [ 註 1 ] |
| 2014 | 861              | [ 統計 16 ] [ 註 1 ] |
| 2015 | 1,255            | [ 統計 17 ] [ 註 1 ] |
| 2016 | 1,167            | [ 統計 18 ]          |
| 2017 | 1,015            | [ 統計 19 ]          |
| 2018 | 1,086            | [ 統計 20 ]          |
| 2019 | 1,025            | [ 統計 21 ]          |
| 2020 | 301              | [ 統計 22 ]          |
| 2021 | 433              | [ 統計 23 ]          |
| 2022 | 860              | [ 統計 24 ]          |
| 2023 | 1,341            | [ 統計 1 ]           |

## 相鄰車站
九州旅客鐵道
■ 久大本线
■觀光特急「九州七星號列車」停靠站
■臨時觀光快速「由布院」
日田 - 由布院
■觀光特急「觀八・一六」
觀八號：惠良→由布院→大分
一六號：天瀨←由布院←大分
■觀光特急「Aru列車」
博多 - 由布院
■特急列車「由布」、「由布院之森」3及4號
豐後中村 - 由布院 - 湯平
■特急列車「由布院之森」1,2,5及6號
豐後中村 - 由布院
■普通
野矢 - 由布院 - 南由布

### 附註
1. 1 2 3 4 5 6 7  隨大分縣統計協會解散，改於網上公開發放[19]。
2. ↑  按不同日期有不同的走線，停車時間亦有不同。

### 統計
1. 1 2  駅別乗車人員上位300駅（2023年度） （页面存档备份，存于），JR九州。
2. ↑  大分県総務部統計課 『平成13年版 大分県統計年鑑』 大分県統計協会、2002年3月31日。 - 11運輸および通信 - 132 鉄道各駅別運輸状況（JR九州・JR貨物） (ウェブ版XLS （页面存档备份，存于）)
3. ↑  大分県総務部統計課 『平成14年版 大分県統計年鑑』 大分県統計協会、2003年3月31日。 - 11運輸および通信 - 132 鉄道各駅別運輸状況（JR九州・JR貨物） (ウェブ版XLS （页面存档备份，存于）)
4. ↑  大分県総務部統計課 『平成15年版 大分県統計年鑑』 大分県統計協会、2004年3月31日。 - 11運輸および通信 - 132 鉄道各駅別運輸状況（JR九州・JR貨物） (ウェブ版XLS （页面存档备份，存于）)
5. ↑  大分県総務部統計課 『平成16年版 大分県統計年鑑』 大分県統計協会、2005年3月31日。 - 11運輸および通信 - 132 鉄道各駅別運輸状況（JR九州・JR貨物） (ウェブ版XLS （页面存档备份，存于）)
6. ↑  大分県総務部統計課 『平成17年版 大分県統計年鑑』 大分県統計協会、2006年3月31日。 - 11運輸および通信 - 132 鉄道各駅別運輸状況（JR九州・JR貨物） (ウェブ版XLS)
7. ↑  大分県総務部統計課 『平成18年版 大分県統計年鑑』 大分県統計協会、2007年3月31日。 - 11運輸および通信 - 132 鉄道各駅別運輸状況（JR九州・JR貨物） (ウェブ版XLS)
8. ↑  大分県総務部統計課 『平成19年版 大分県統計年鑑』 大分県統計協会、2007年3月31日。 - 11運輸および通信 - 130 鉄道各駅別運輸状況（JR九州・JR貨物） (ウェブ版XLS)
9. ↑  大分県総務部統計課 『平成20年版 大分県統計年鑑』 大分県統計協会、2009年3月31日。 - 11運輸および通信 - 129 鉄道各駅別運輸状況（JR九州・JR貨物） (ウェブ版XLS)
10. ↑  大分県総務部統計課 『平成21年版 大分県統計年鑑』 大分県統計協会、2010年3月31日。 - 11運輸および通信 - 129 鉄道各駅別運輸状況（JR九州・JR貨物） (ウェブ版XLS （页面存档备份，存于）)
11. ↑  . 大分県総務部統計課.   [2015-6-26].
12. ↑  . 大分県総務部統計課.   [2015-6-26]. （原始内容存档于2024-10-05）.
13. ↑  . 大分県総務部統計課.   [2015-6-26]. （原始内容存档于2024-10-05）.
14. ↑  . 大分県総務部統計課.   [2015-6-26]. （原始内容存档于2024-10-05）.
15. ↑  . 大分県総務部統計課.   [2015-6-26]. （原始内容存档于2015-06-27）.
16. ↑  . 大分県総務部統計課.   [2017-08-03]. （原始内容存档于2022-11-05）.
17. ↑  . 大分県総務部統計課. 2017-03-30  [2017-08-03]. （原始内容存档于2022-11-05）.
18. ↑   (PDF). 九州旅客鉄道. 2017-07-31  [2017-08-02]. （原始内容 (PDF)存档于2017-08-01）.
19. ↑   (PDF). 九州旅客鉄道.   [2019-06-05]. （原始内容存档 (PDF)于2018-07-17）.
20. ↑   (PDF). 九州旅客鉄道.   [2019-07-27]. （原始内容存档 (PDF)于2019-07-12）.
21. ↑   (PDF). 九州旅客鉄道.   [2020-12-26]. （原始内容存档 (PDF)于2020-11-24）.
22. ↑   (PDF). 九州旅客鉄道.   [2021-09-15]. （原始内容存档 (PDF)于2022-02-27）.
23. ↑   (PDF). 九州旅客鉄道.   [2022-08-26]. （原始内容 (PDF)存档于2022-08-26） （日语）.
24. ↑   (PDF).   [2024-12-30]. （原始内容存档 (PDF)于2023-09-06）.

## 外部連結
- JR九州由布院站（日語）